# Заковорот Петро Антонович
Петро́ Анто́нович Заковоро́т (*1871 — †5 березня 1951) — український спортсмен та тренер часів Російської імперії та СРСР, фехтувальник, учасник Олімпіади 1900 року, переможець багатьох міжнародних турнірів з фехтування на рапірах та еспадронах.

## Біографія
Народився у 1871 році в селі Куп'єваха Богодухівського повіту Харківської губернії Російської імперії в родині селян.
Освіту здобув у чотирикласній церковно-приходській школі.
У лавах збройних сил Російської імперії працював конюхом на царських конюшнях, служив рядовим в лейб-гвардії Гродненського гусарського полку, де почав займатись фехтуванням.
Згодом навчався у Варшавській фехтувально-гімнастичній школі та Будапештській академії фехтування. Ставав переможцем багатьох змагань та чемпіоном Російської імперії, а у 1899 році у Будапешті став переможцем престижного фехтувального турніру.
У 1900 році у складі спортивної делегації Російської імперії брав участь у ІІ Олімпійських іграх в Парижі разом зі своїм вчителем фехтувальником Юліаном Мишо. У фіналі змагань з шаблі зайняв сьоме місце.
У 1910 році представляв Російську імперію на великому міжнародному турнірі в Парижі, де був третім, випередивши Юліана Мишо. Турнір був приурочений до ювілею ІІ Олімпійських ігор. Нагороджений золотими медалями турніру.
У 1910 року обійняв посаду викладача в головній гімнастично-фехтувальній школі в Петербурзі, а у 1918 році став тренером радянських курсів гімнастики та фехтування Червоної Армії.
У 1920 році переїхав до Харкова, де був завідувачем кафедри фехтування в Харківському інституті фізичної культури.
У 1935 році, у поважному віці, став чемпіоном УРСР. Надалі повністю переключився на тренерську роботу. Його учні виховали низку олімпійських чемпіонів.
Помер 5 березня 1951 року у Харкові.

## Нагороди
- Заслужений майстер спорту СРСР (1945 р.).